# ATP de Almaty
O ATP de Almaty – ou Almaty Open, atualmente – é um torneio de tênis profissional masculino, de nível ATP 250.
Realizado em Almaty, no leste da Cazaquistão, estreou em 2024. Substituiu Astana. Os jogos são disputados em quadras duras durante o mês de outubro.

## Finais

### Simples
| Ano  | Campeão         | Vice-campeão   | Resultado     |
| ---- | --------------- | -------------- | ------------- |
| 2024 | Karen Khachanov | Gabriel Diallo | 6–2, 5–7, 6–3 |

### Duplas
| Ano  | Campeões                                | Vice-campeões                       | Resultado          |
| ---- | --------------------------------------- | ----------------------------------- | ------------------ |
| 2024 | Rithvik Choudary Bollipalli Arjun Kadhe | Nicolás Barrientos Skander Mansouri | 3–6, 7–63, [14–12] |